# Къща на улица „Кузман Йосифовски“
Къщата на улица „Кузман Йосифовски“ (на македонска литературна норма: Куќа на ул. „Кузман Јосифовски“) е къща в град Щип, Северна Македония. Къщата е обявена за значимо културно наследство на Северна Македония.

## Архитектура
Сградата е разположена на улица „Кузман Йосифовски“ и е типичен пример за градската архитектура от първата половина на XX век. Изградена е в неокласически стил в единственото запазено каре от Щипската чаршия. Състои се от приземие и етаж.